# 月明かりのキヲク
『月明かりのキヲク』は、FEARによる『アルシャードセイヴァーRPG』のリプレイ。
リプレイの執筆はゲームマスター（GM）でもある田中信二、イラストは猫猫猫が担当している。2012年にファミ通文庫の公式サイトである『FB Online』に連載され、2013年3月に書き下ろしの「悲劇、吹き荒れる時」と合わせて文庫にまとめられた。
本記事では「悲劇、吹き荒れる時」についてもあつかう。なお、本記事では、書名は『』括り、リプレイ作品題は「」括りで表記する。また「第1話」とは「月明かりのキヲク」、「第2話」とは「悲劇、吹き荒れる時」を指す。

## 概要
『アルシャードセイヴァーRPG』の発売とほぼ同時にWEB上で連載されたシリーズ。同時期に展開された『アルシャードセイヴァーRPG リプレイ』が前版に触れていないエントリーユーザーを想定していたのと比較して、本作は前版からのファンも楽しめるように意識されている。。
前版からのユーザーが「はじめからある程度深く楽しみたい」という需要の参考として、『アルシャードセイヴァーRPG 上級ルールブック』に掲載されている「7レベルでのキャラクター作成のレギュレーション」で作られたプレイヤーキャラクターを使用している（第2話はここからさらに1レベル成長させている）。また、前版でのキャラクターを『セイヴァー』で使用するための実例として、前版リプレイの『翼の折れた愛と青春』や『アルシャードトライデント』のPCであった羽生じゅりあが参加している。
シナリオは「青春」をテーマに謎解きのフレーバーをまぶしたものとなっており、日常での交流シーンも数多く描写され、現代学園ファンタジーの王道とも言える物語構造で初心者でも入りやすくなっている一方、シナリオ内に組み込まれた謎や仕掛けには多様な工夫が凝られており、経験者向けの見所も用意されている。

## あらすじ
明峰学園はO町にあるごく普通の高校である。この学校には「探求部」と呼ばれる一風変わった部活があった。学園や街に伝わるさまざまな謎を解明することを活動目的としているが、その実態はこの学園に通っているクエスターたちの拠点である。
ある日、探求部は学園七不思議のひとつである”生徒たちの「影」が奪われる怪異”について調べるよう依頼を受ける。それがきっかけで、探求部のクエスターたちは学園だけでなくこの街そのものを滅ぼそうとする奈落の陰謀と対峙することになる。

## 登場人物

### プレイヤーキャラクター（PC）
プレイヤーによって操作するキャラクター。名前の横にカッコで記述されているのはPCの読み仮名（漢字表記の場合のみ）、プレイヤー名の順である。キャラクタークラスについてスラッシュで複数書かれている場合はマルチクラスによりクラスを複数有していることを表す。
五百住 イチロー (いおずみ・- 、たのあきら)
キャラクタークラス : アタッカー/ソードマスター
シャードの加護 《トール》《トール》《フルノミタマ》
眼鏡男子の魔剣使いで咲耶の兄。本来は五百住家の当主になるはずだったのだが、魔術の才能がまるっきりなかったために自分から妹の咲耶にその座を譲った。それからは咲耶以外の家族とは距離をおいており、実家の庭に立てられた離れで生活している。魔術の才能がない代わりに剣士としての才能があり、彼が得物として使っている刀は実家に代々伝わっていた魔剣である。
全体的に何事にもやる気がなく、はたから見るといつもグータラしているように見える。そのことで咲耶からはいつも説教されているが、やるべき時には本気を出す。口には出さないが当主の使命を妹に押し付ける形になったことに責任を感じており、自らの命と剣技は咲耶を守るためにあるという決意を常に持っている。右目がシャードになっており、眼鏡をかけている間は普通に見えるが、眼鏡をとると右目が赤く光る。
五百住 咲耶 (いおずみ・さくや 、藤井忍)
キャラクタークラス : キャスター/メイジ/エンチャンター
シャードの加護 《オーディン》《ブラギ》《イドゥン》
街の旧家である五百住家のお嬢様で、次期当主候補。五百住家は魔術師の家系でもあり彼女もまた秘儀の知識を継承した有能な魔術師（メイジ）である。他人に対しては常に丁寧な口調や穏やかな態度で接するが、イチローに対しては兄を心配しているが故に説教が多い。使い魔として黒猫の「ましゅまろ」を常に同行させている。
羽生 じゅりあ (うにゅう・- 、緑谷明澄)
キャラクタークラス : アタッカー/オーヴァーランダー/ヴァルキリー
シャードの加護 《トール》《マリーシ》《ヘイムダル》
異世界ミッドガルドからやってきたヴァルキリー。ヴァルキリーは機械人であるがじゅりあは人間のふりをして現代社会にまぎれこんであり、街のご当地アイドルとしての活動から人々から親しまれている。恋に恋する夢見る乙女で異常に惚れっぽく、ドレッドノートやイチローにときめく事が多い。
なお、旧版『アルシャードガイアRPG』のいくつかのリプレイで出演していた「羽生じゅりあ」と、本作のじゅりあは本質（イデア）を同一とする別人という設定である。旧版の世界で活躍していたキャラクターを『セイヴァー』の世界に移行させるためのガイダンスはサプリメント『ブルースフィアワールドガイド』でいくつかの方法論が提示されており、じゅりあもそのうちのひとつに従ったものとなっている。
旧版とまったく同一の存在を『セイヴァー』の世界に移行させることも可能であるとされているが、じゅりあがそうしなかったことの理由に、旧版のじゅりあの出身世界である「グレート愛ランド」が本リプレイ収録時では『セイヴァー』で紹介されていないことがある。グレート愛ランド出身者の特徴であり、じゅりあのトレードマークでもあった「背中に生えた天使の羽」をこの時点での『セイヴァー』で再現できるデータを模索した結果、ヴァルキリーという種族に生まれ変わったということになった（ヴァルキリーは《エンジェルウィング》と呼ばれる羽状の飛行ユニットを持つ）。
旧版のじゅりあは「キューピッドの愛の矢」をモチーフにして《蒼天の弓》による攻撃を得意としていたが、それはヴァルキリーの武装である《VAガトリングガン》による愛の弾丸連射となっており、より攻撃的かつ凶悪な愛情表現を行うようになった。
ドレッドノート (菊池たけし)
キャラクタークラス : キャスター/ダークワン
シャードの加護 《オーディン》《オーディン》《エーギル》
吸血鬼（ヴァンパイア）の一族出身の奈落ハンター。フューネラルコンダクター社に登録している「葬儀人」の一人。表の顔は明峰学園の教師で、探求部の顧問でもある。吸血鬼としての「様式美」にこだわりがあり、フィクションなどで一般的にイメージされる吸血鬼像に近づこうと、日光が苦手である振りをしている。長袖の黒い服とマントを常に着て、青ざめた顔色を保つと涙ぐましい努力をしているが、好物は餃子入りのカップラーメン。
何年か前に彼の師匠にあたる吸血鬼から「五百住イチローの命を奪え」という試練を与えられ、イチローと戦ったことがある。しかし、当時小学生だったイチローに負けてしまい、それ以来、隙あらばイチローを倒すべく彼につきまとっている。今となっては両者とも腐れ縁の関係である。また、じゅりあに対してなぜかアイドルの才能を見出してしまい、彼女のプロデューサーを務めるようになった。

### ノンプレイヤーキャラクター（NPC）

#### 第1話
笠木 圭司 (かさぎ・けいじ)
咲耶のクラスメイトの男子。学園七不思議のひとつである「影を奪われた生徒」の影の取り戻し方を調べてほしいと依頼をしてくる。
幼馴染の桐恵の「影」が消えていることに気づいているが、誰にも相談できないでいた。
牧原 桐恵 (まきはら・きりえ)
じゅりあのクラスメイトの女子。圭司の幼馴染で双方とも憎からず思ってるのだが、仲は進展していない。じゅりあが恋の橋渡しをしようと奮闘する。
中林 (なかばやし)
三年生の生徒で成績優秀。昔は生徒会長を務めた。「影」を奪われてクロムウェルの眷属化しており、他の生徒たちを旧校舎におびきよせ、クロムウェルに影を奪わせる手伝をしていた。
クロムウェル
数百年前に猛威をふるっていたダークレイス。英国に起源を持つ。五百住の先祖に封印されていたが近年に復活を果たし、怨敵の一族が住まう日本へと渡ってきた。
クロムウェルは人間の「影」を奪い収集する奈落である。自身は奪った「影」の中に溶け込むことで一切の物理的干渉も受けつけなくなる。また、クロムウェルに「影」を奪われた人間はクロムウェルの人形と成り果て、クロムウェルが自由に操ることができる。こうして、クロムウェルは絶対安全な場所の中で人形たちを使って悪事を働くのである。
名前は『ヘンリー八世』のトマス・クロムウェルから取られている。

#### 第2話
オフィーリア
イチローの婚約者を名乗りイギリスからやってきた少女で、五百住家と同じく魔術や神秘に関わる一族であるマロニー家の跡取り娘。かつてクロムウェルを封じた五百住の先祖はマロニーの先祖と仲間同士であり、五百住に代々伝わる魔剣の継承者が現れた時、マロニーの血筋に年頃と性別が合う者がいれば二人は婚姻を結ぶようにという約束が成されていた。
名前は『ハムレット』のオフィーリアから取られている。
香田 莉亜 (こうだ・りあ)
学園理事長の娘で生徒会書記。突然現れた「ぜんぜん似てない生き別れの姉二人」を名乗る女性たちが、父親の理事長をたぶらかして資産を私物化。あげくに運用に失敗して学園は経営危機に陥ってしまった。その悲劇に絶望しかかっている。
名前は『リア王』のコーデリアから取られている。
出雲 ディーナ (いずも・-)
じゅりあのライバルにして友人のアイドル。原色を強調したギャルファッション路線のキャラ付けで活動していたのだが、突然中二病丸出しの、白黒のモノトーンで統一されたゴシックロリータ路線に転向を命じられる。しかし、致命的なまでに似合わずにイメージチェンジに失敗。新譜のCDは在庫の山で、その悲劇に絶望しかかっている。
名前は『オセロウ』のデズモデウナから取られている。
間久部（まくべ）夫妻
餃子屋「間久部軒」を経営する夫婦。奇をてらわない王道の味を貫くことでファンが多かったが、ふらりとあらわれた三人のお婆さんの勧めに従ってオリジナリティあふれる創作料理に凝りだした。それがゲテモノ料理ばかりとなり客が離れていくことに。その悲劇に絶望しかかっている。
名前は『マクベス』から取られている。
ウィリアム・シェイクスピア
かの文豪と同じ名を持つダークレイス。数百年前の英国では他のダークレイスたちをまとめあげる頭目のような位置にいたこともあり、クロムウェルも彼の影響下にある一人だった。クロムウェルとともに封じられたが、復活も同時に果たしていた。
歴史上の人物であるウィリアム・シェイクスピアとの関係ははっきりはしないがなんらかのつながりはあったと目されている。シェイクスピアという奈落が人間を傀儡として操りそれが歴史上のシェイクスピアの正体だったとも、劇作家のシェイクスピアはただの人間のまま死んだが、死後に奈落がその身体をのっとり自らをシェイクスピアと名乗ったとも、複数の説がある。
人々の心を震わす言葉の宝庫であるシェイクスピアの戯曲（彼はそれを「自分が書いた」と主張している）を利用し、それを読んだ人間に「戯曲と同じ内容の運命」を与えることができる。悲劇の現実化の影響は読者だけでなくその周囲の人物を巻き込み連載的に拡大していき、最終的には街ひとつ程度の規模で悲劇を現実化させ、悲劇に組み込まれた無数の人間を絶望させ、スペクター化させる。戯曲を不特定多数の人間に読ませるために小説でなく、スマートフォン経由で「あなたに似合った物語を配信する性格診断アプリ」として配布。これが流行してしまったため被害は高速で拡大することとなった。

## 作品一覧
- アルシャードセイヴァーRPG リプレイ 月明かりのキヲク （ISBN 978-4047287358 / ファミ通文庫 / エンターブレイン）